# 根足杯海綿
根足杯海綿（學名：Rhizopoterion），又名根杯海綿，是一屬已滅絕的海綿，生存於白堊紀。這種漏斗狀的海綿是一種玻璃海綿，其結構與其他化石海綿的結構差異很大。牠們的形狀從高窄的花瓶狀到扁平敞口的蘑菇狀都有，矽化的骨骼有骨針的敞口式結構，其中四至六條線互成直角，從而形成一個長方形的網路。和其他六放海綿一樣，牠們的壁上有許多被不規則排列的狹縫狀吸入排出溝所穿透。牠們的基底是放射狀根的固著器。像根足杯海綿這樣的玻璃海綿生活在6000公尺或更深的海底泥質基層中。

## 外部連結
- Rhizopoterion in the Paleobiology Database